# Litoria auae
Litoria auae är en groddjursart som beskrevs av Menzies och Tyler 2004. Litoria auae ingår i släktet Litoria och familjen lövgrodor. IUCN kategoriserar arten globalt som livskraftig. Inga underarter finns listade i Catalogue of Life.